# Wolf 359
Wolf 359 (CN Leo) – gwiazda położona w gwiazdozbiorze Lwa w odległości 7,9 roku świetlnego. Jest to jedna z gwiazd najbliższych Ziemi, piąta pod względem odległości od Układu Słonecznego. Może mieć układ planetarny.

## Charakterystyka fizyczna
Wolf 359 to czerwony karzeł, gwiazda niewidoczna nieuzbrojonym okiem. Należy do typu widmowego M6 i mając temperaturę ok. 2700 K jest znacznie chłodniejsza od Słońca. Jej masa jest oceniana na około 0,1 M☉, A Promień tej gwiazdy to około 0,14 promienia Słońca. Jej jasność to mniej niż 0,00002 jasności Słońca, ale jest to gwiazda rozbłyskowa, której jasność może zmieniać się w skali czasu rzędu 6 godzin; jako gwiazda zmienna ma oznaczenie CN Leonis. Modele ewolucji gwiazd wskazują, że Wolf 359 jest młodą gwiazdą, licząca od 100 milionów lat do 1,5 miliarda lat. Temperatura fotosfery jest dostatecznie niska, aby istniały niektóre związki chemiczne, jak tlenek tytanu(II), tlenek wanadu(II) i woda, których linie absorpcyjne zostały zaobserwowane w widmie gwiazdy.

## Układ planetarny
Analizy zmian prędkości radialnej tej gwiazdy z 2019 roku wskazywały, że mogą okrążać ją dwie planety (Wolf 359 b i c). Byłyby to odpowiednio: chłodna planeta gazowa masywniejsza od Neptuna i gorąca superziemia. Praca z 2021 roku wykazała jednak, że autorzy nie uwzględnili wszystkich wskaźników aktywności gwiazdy i krótkookresowy sygnał pochodzi od obrotu Wolfa 359, który trwa ok. 2,7 doby – co przeczy istnieniu planety c. Badanie z 2023 roku, łączące pomiary prędkości radialnej z różnych obserwatoriów i obserwacje wizualne, nie zdołało potwierdzić ani zaprzeczyć istnieniu planety b.
| Towarzyszka | Masa minimalna [M🜨] | Okres orbitalny [d] | Półoś wielka [au] | Ekscentryczność |
| ----------- | ------------------- | ------------------- | ----------------- | --------------- |
| b?          | 44 +30−24           | 2940 ± 440          | 1,84 +0,29−0,26   | 0,04 +0,27−0,04 |

## Wolf 359 w fikcji
W serialu science-fiction Star Trek: Następne pokolenie Wolf 359 jest miejscem ważnej bitwy między flotą Zjednoczonej Federacji Planet i pojedynczym sześcianem Borga, zakończonej klęską Federacji.